# Еллен Баст
Еллен Баст (нід. Ellen van der Weijden-Bast, 29 серпня 1971) — нідерландська ватерполістка.
Учасниця Олімпійських Ігор 2000 року. Срібна медалістка чемпіонатів світу 1994, 1998 років.